# 伍德蘭 (明尼蘇達州)
伍德蘭（英語：Woodland）是一個位於美國明尼蘇達州亨內平縣的城市。

## 人口
根據2020年美國人口普查的數據，伍德蘭的面積為3.02平方千米，當中陸地面積為1.49平方千米，而水域面積為1.53平方千米。當地共有人口384人，而人口密度為每平方千米127人。